# SPOrt
Lo SPOrt (dall'inglese Sky Polarization Observatory) era uno strumento italiano destinato ad essere montato sulla Stazione spaziale internazionale per una missione di due anni a cominciare dal 2007.
Lo strumento progettato per misurare la radiazione cosmica di fondo avrebbe osservato l'80% del cielo in un range di frequenze tra i 20 e i 100 GHz. Oltre a misurare su larga scala la polarizzazione della CMB avrebbe inoltre fornito una mappa dell'emissione di sincrotrone della Galassia in bassa frequenza.
Il progetto fu ideato da Stefano Cortiglioni dell'istituto IASF-CNR di Bologna e completamente finanziato dall'Agenzia Spaziale Italiana. A causa della battuta d'arresto del programma Space Shuttle, dovuta al disastro del Columbia, un lancio a breve termine divenne improbabile. Cortiglioni, di conseguenza, annullò il progetto nel 2005, permettendo al suo team di dedicarsi a progetti di ricerca più promettenti.

## Strumentazione
SPOrt è equipaggiato con 4 antenne sensibili alle frequenze di 22, 32 e 90 GHz, collegate a bolometri con una sensibilità per pixel di 1,7 μK.